# Finlayson
Finlayson é uma cidade localizada no estado americano de Minnesota, no Condado de Pine.

## Demografia
Segundo o censo americano de 2000, a sua população era de 314 habitantes.
Em 2006, foi estimada uma população de 331, um aumento de 17 (5.4%).

## Geografia
De acordo com o United States Census Bureau tem uma área de
7,5 km², dos quais 7,1 km² cobertos por terra e 0,4 km² cobertos por água. Finlayson localiza-se a aproximadamente 338 m acima do nível do mar.

## Localidades na vizinhança
O diagrama seguinte representa as localidades num raio de 20 km ao redor de Finlayson.